# Palazzo Rospigliosi Antamoro

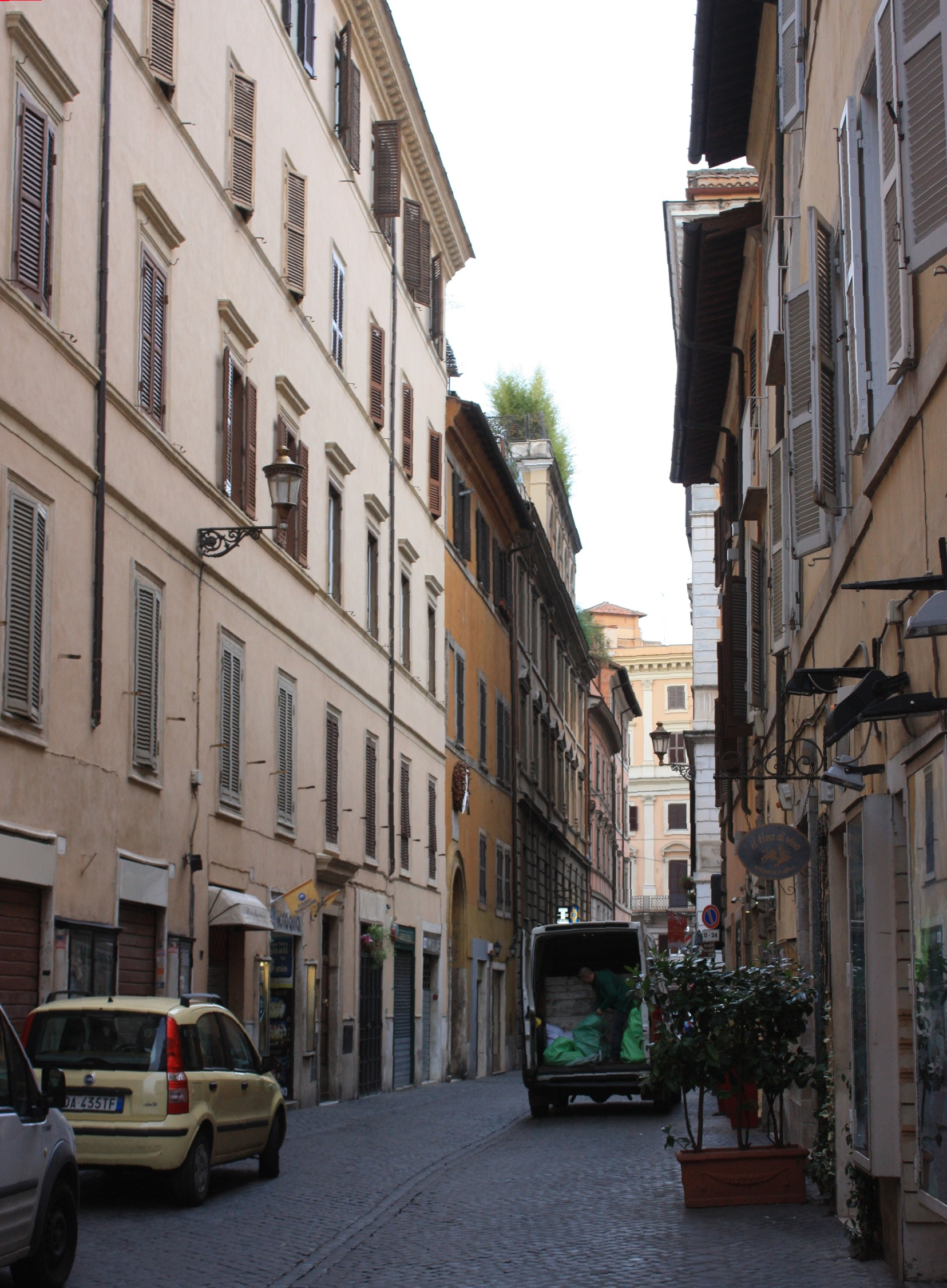
Vista do palácio na Via della Panetteria (no fundo da rua, à esquerda, com as plantas no alto).

Palazzo Rospigliosi Antamoro é um palácio localizado no número 15 da Via della Panetteria, no rione Trevi de Roma, bem perto da Fontana di Trevi. É famoso principalmente por causa da fonte localizada no pátio interno, construída por Bernini entre 1667 e 1669.

## História

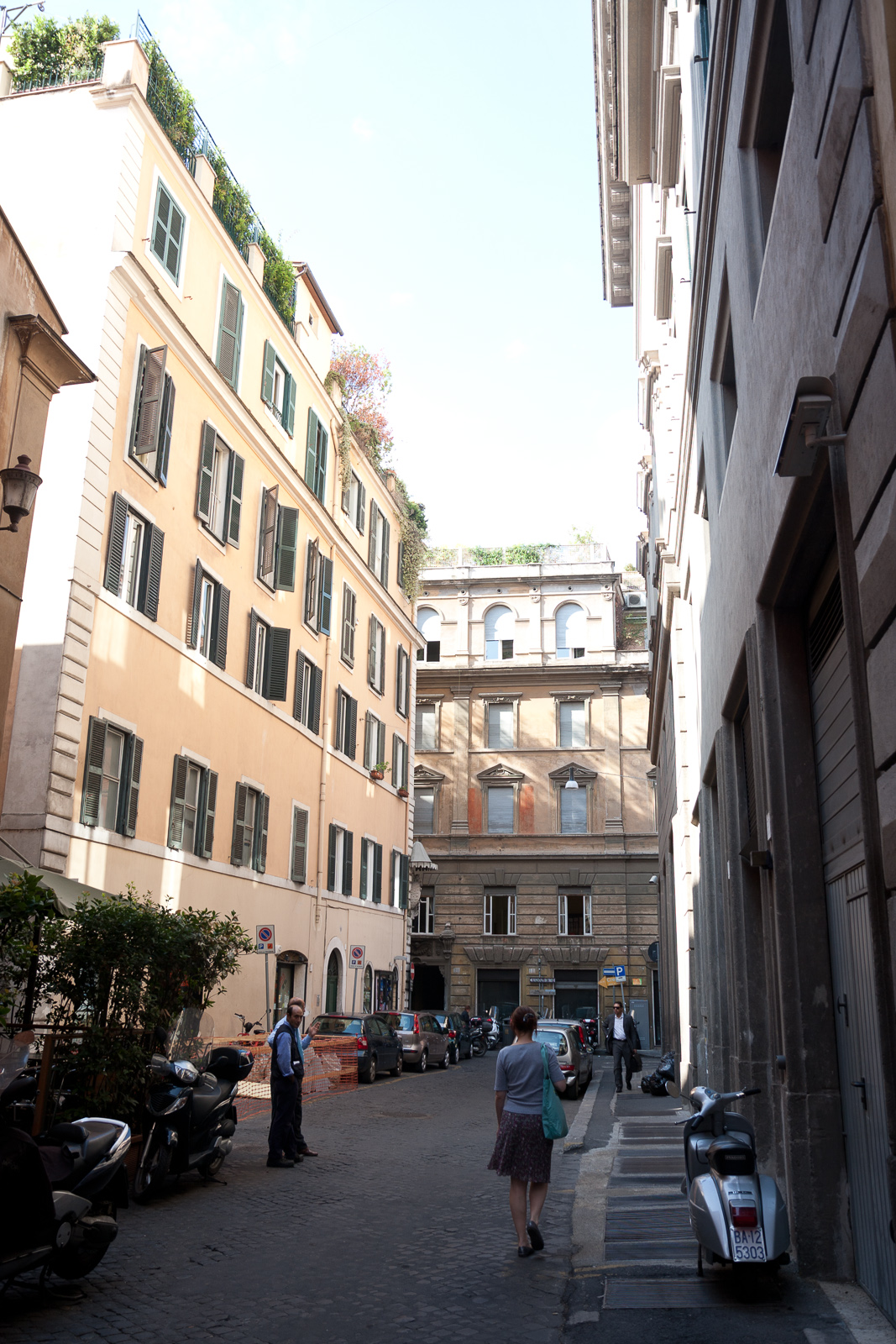
Uma vista de frente a partir da Via de Maroniti.

Em 1667, o palácio era propriedade de Paolo Strada, um oficial da corte papal. Um documento datado de 13 de outubro de 1667 e assinado pessoalmente pelo papa Clemente IX Rospigliosi revela que o papa, com o objetivo de recompensar Strada, que era seu cubiculário (cameriere) e assistente pessoal (scalco segreto), por seus anos de serviço fiel, doou-lhe "três onças da Água Feliz das fontes do nosso Jardim de Montecavallo para si, seus herdeiros e sucessores..." Um presente que atualmente pode parecer pequeno, mas, na época, ter água corrente em casa era verdadeiramente um privilégio de poucos. Strada, para agradecer ao pontífice, decidiu encomendar ao famoso arquiteto Gian Lorenzo Bernini uma fonte no pátio de seu próprio palácio tendo como destaque o brasão de Clemente IX. Esta fonte foi colocada no interior de uma arcada constituída de uma série de rochas imitando um antigo ninfeu. No centro do arco está uma grande concha aberta sustentada pelas caudas entrelaçadas de dois golfinhos logo abaixo. Dos lados da concha avançam dois tritões que com a mão esquerda seguram o brasão e, com a direita, empunham chicotes. Originalmente, a água escorria dos tritões para a concha e transbordava para uma grande bacia na altura do chão. A obra foi terminada em apenas dois anos, bem emte tempo de acolher mais duas onças de água doadas por Clemente em 27 de julho de 1669.
O palácio em si foi comprado no século XVIII pelo cardeal Paolo Francesco Antamori e passou a ser conhecido como Palazzo Antamoro a partir de então. O brasão que hoje orna a fonte não é mais o original, do papa Rospigliosi, mas o dos condes Antamoro, que o substituíram logo depois da aquisição.